# Gastromyzon crenastus
Gastromyzon crenastus är en fiskart som beskrevs av Tan och Leh 2006. Gastromyzon crenastus ingår i släktet Gastromyzon och familjen grönlingsfiskar. Inga underarter finns listade i Catalogue of Life.